# Radio (альбом Naked City)
Radio — седьмой студийный альбом группы Naked City, вышедший в 1993 году. Это первый альбом, сочинённый исключительно лидером группы Джоном Зорном. Диск также вышел в составе бокс-сета Naked City: The Complete Studio Recordings на Tzadik в 2005 г.

## Характеристика звучания альбома
Музыка альбома характеризуется эклектичностью и смешением стилей, подобно предыдущим альбомам группы, однако продолжительность треков в среднем больше. Жанр музыкальной миниатюры практически не используется. 

## Список композиций
Автор всей музыки и аранжировок — Джон Зорн
1. «Asylum» — 1:56
2. «Sunset Surfer» — 3:23
3. «Party Girl» — 2:33
4. «The Outsider» — 2:28
5. «Triggerfingers» — 3:31
6. «Terkmani Teepee» — 3:57
7. «Sex Fiend» — 3:31
8. «Razorwire» — 5:28
9. «The Bitter and the Sweet» — 4:48
10. «Krazy Kat» — 1:51
11. «The Vault» — 4:44
12. «Metaltov» — 2:07
13. «Poisonhead» — 1:10
14. «Bone Orchard» — 3:59
15. «I Die Screaming» — 2:20
16. «Pistol Whipping» — 0:57
17. «Stakekey» — 1:25
18. «Shock Corridor» — 1:05
19. «American Psycho» — 6:09

## Аллюзии
Все треки альбома являются аллюзиями к творчеству различных людей:
1. Чарльз Мингус — Candid / Эрик Долфи / Paul Bley
2. Bob Demmon + the Astronauts
3. Little Feat
4. Ruins / Booker T. and the M.G.'s / Колин Уилсон
5. Эннио Морриконе / Альберт Кинг / Chuck Brown / King Crimson
6. Orchestra Baobab / Terauchi Takeshi / E.M. Elanka
7. the Accüsed / the Meters / Yakuza Zankoku Hiroku
8. Tony Williams' Lifetime / OLD
9. Anthony Braxton / «Six Bagatelles» Антона Веберна / Sammy Cahn's «Guess I'll Hang My Tears Out to Dry» / Фрэнк Синатра / Мортон Фельдман
10. Карл Сталлинг / Игорь Стравинский
11. the Melvins / Beatmasters / Septic Death / Hellfire / Leather Folk (the Book)
12. Abe Schwartz / Ivo Papasov / Нафтуле Брандвейн
13. Repulsion
14. Led Zeppelin / Akemi and Jagatara / Бернард Херрманн
15. Santana / Extreme Noise Terror / Конвей Твитти
16. Agnostic Front / Siege
17. Орнетт Коулман / Corrosion of Conformity / Massacre / Quincy Jones
18. Сэмюэль Фуллер / Funkadelic / Carcass
19. Liberace / Jan Hammer / Napalm Death / Eddie Blackwell / Чарли Хейден / Мик Харрис / Carole King / Red Garland / Boredoms / Jerry Reed / SPK / Roger Williams

## Участники записи
- Джон Зорн — альт-саксофон, вокал
- Бил Фриселл — гитара
- Вэйн Хорвиц — клавишные
- Фред Фрит — бас-гитара
- Джоуи Бэрон — барабаны
- Яматака Ай — вокал